# Leoš Krejčí
Leoš Krejčí (* 17. ledna 1965 Brno) je bývalý československý basketbalista, účastník čtyř mistrovství Evropy, stříbrný medailista z Mistrovství Evropy 1985 a šestinásobný mistr republiky.

## Život
V československé basketbalové lize hrál 6 sezón za tým Zbrojovka Brno a jednu sezónu za RH Pardubice. S týmem Brna získal čtyři tituly mistra Československa (1986, 1987, 1988, 1990) a jedno čtvrté místo (1984). V historické střelecké tabulce basketbalové ligy Československa (od sezóny 1962/63 do 1992/93) je na 53. místě s počtem 3482 bodů. Od roku 1990 hrál za belgický klub Kortrijk Sport CB.
V České basketbalové lize hrál čtyři sezóny (1994–1998) za tým Bioveta / Stavex Brno, s nímž získal dva tituly mistra České republiky a dvě čtvrtá místa. V dalších pěti sezónách hrál čtyři sezóny za tým Houseři / BBK Orgapol Brno / Triga Eprin Brno a jednu sezónu za Ostacolor BK Pardubice
Dvakrát v letech 1986 a 1995 byl zařazen do nejlepší pětice hráčů československé resp. české ligy basketbalu a v roce 1995 byl vyhodnocen na pátém místě nejlepší desítky hráčů České basketbalové ligy a hrál za tým Východ v prvním All-Star zápase české basketbalové ligy.
S týmem Brna hrál v 6 ročnících (28 zápasů) evropských klubových pohárů v basketbale, z toho 2 ročníky (8 zápasů) v Poháru evropských mistrů 1987 a 1988, 2 ročníky (6 zápasů) v Evropské lize 1995 a 1996 a 2 ročníky (14 zápasů) ve FIBA EuroCup 1995 a 1997. Největším úspěchem byla účast v osmifinále Poháru evropských mistrů 1988 a mezi 16 týmy ve FIBA EuroCup 1997.
Jako hráč československé basketbalové reprezentace se zúčastnil tří Mistrovství Evropy mužů 1987 ve Stuttgartu (2. místo), 1987 v Athénách (8. místo) a 1991 v Římě (6. místo) a získal stříbrnou medaili na ME v roce 1985. Hrál na Předolympijské evropské kvalifikaci v roce 1992 ve Španělsku, kde Československo skončilo šesté mezi 25 týmy a nekvalifikovalo se na OH 1992. Za reprezentační družstvo v letech 1983 až 1992 odehrál celkem 219 utkání, z toho 20 zápasů na čtyřech uvedených soutěžích. Dále hrál na Mistrovství Evropy v basketbale juniorů v roce 1984 ve Švédsku (6. místo).
Za českou basketbalovou reprezentaci hrál v kvalifikacích na Mistrovství Evropy 1995 - v semifinálové části ve skupině D skončila Česká republika na 4. místě a nepostoupila na ME 1995 a 1997, v semifinálové části ve skupině C skončila Česká republika na 5. místě a nepostoupila na ME 1997.

## Hráčská kariéra

### Hráč klubů
- 1983–1988 Zbrojovka / Sokol Brno - 3× mistr Československa (1986, 1987, 1988), 4. místo (1984), 5. místo (1985)
- 1988–1989 RH Pardubice - 9. místo (1989)
- 1989–1990 Zbrojovka Brno - mistr Československa (1990)
- Československá basketbalová liga celkem 7 sezón (1983–1990), 3482 bodů (53. místo), 4 medailová umístění - 4× mistr Československa (1986, 1987, 1988, 1990), 4. místo (1984)
- 1990–1992 Kortrijk Sport CB, Belgie
- 1994–1998 Bioveta / Stavex Brno - 2× mistr České republiky (1995, 1996), 2× 4. místo (1997, 1998)
- 1998–2000 Houseři / BBK Orgapol Brno - 2× 9. místo (1999, 2000)
- 2000–2001 Ostacolor BK Pardubice - 11. místo (2001)
- 2001–2003 Houseři / Triga Eprin Brno - 5. místo (2003), 6. místo (2002)
- 2004–2015 Sokol Šlapanice - OP1, 1./2./3. liga
- Česká basketbalová liga celkem 9 sezón (1994–2003) - 2× mistr České republiky, 2× 4. místo (1997, 1998)

All-Star zápasy české basketbalové ligy
- účast v ročníku 1995, hrál za tým Východ, před utkáním vyhlášen v desítce nejlepších basketbalistů roku 1995 na pátém místě
- dvakrát byl zařazen do nejlepší pětice hráčů ligy v sezónách 1985/1986 a 1994/1995

Evropské poháry klubů
- Pohár evropských mistrů - 2 ročníky, 8 zápasů
  - 1986-87 4 zápasy (1-3) - 2. kolo: vyřazeni Realem Madrid
  - 1987-88 4 zápasy (1-3) - osmifinále: vyřazeni Nashua EBBC Den Bosch, Holandsko

- Evropská liga - 2 ročníky, 6 zápasů
  - 1994-95 4 zápasy (2-2) - 2. kolo: vyřazeni Limoges CSP, Francie
  - 1995-96 2 zápasy (1-1) - 1. kolo vyřazeni Fidefinanz Bellinzona Basket, Švýcarsko

- FIBA EuroCup - 2 ročníky, 14 zápasů
  - 1994-95 2 zápasy (0-2) - 3. kolo: vyřazeni Hapoel Tel-Aviv BC, Izrael
  - 1996-97 12 zápasů (5-7) - 4. místo ve skupině F: AS Apollon Patras (Řecko), CS Universitatea Cluj (Rumunsko), BK Akvarius Volgograd (Rusko), BC Sunair Oostende (Belgie), BK Budivelnik Kijev (Ukrajina), postup do 1/16: vyřazeni Iraklís BC Soluň. Řecko (86-78, 61-76)

### Reprezentace
- Za reprezentační družstvo Československa mužů v letech 1983–1992 hrál 219 zápasů
  - Předolympijská kvalifikace - 1992 Španělsko (42 bodů /7 zápasů) 6. místo
  - Mistrovství Evropy - 1985 Stuttgart (9 bodů /2 zápasy) 2. místo, 1987 Athény, Řecko (18 /6) 8. místo, 1991 Řím, Itálie (33 /5) 6. místo
  - Na třech Mistrovství Evropy 1× stříbrná medaile a celkem 60 bodů ve 13 zápasech
  - Mistrovství Evropy juniorů 1984 - Švédsko (87 bodů /7 zápasů) 6. místo
- Za reprezentační družstvo České republiky hrál v semifinálové části kvalifikace na Mistrovství Evropy
  - 1995 - 4. místo ve skupině D • 1997 - 5. místo ve skupině C